# Anurag Basu
Anurag Basu (ur. 8 maja 1970 w Bhilaj Nagar) – indyjski reżyser i scenarzysta filmowy tworzący bollywoodzkie filmy.

## Filmografia

### Reżyser
- Miit (2002) TV serial
- Saaya (2003)
- Kucch To Hai (2003) (jako Anurag Bose)
- Tumsa Nahin Dekha (2004)
- Cienie przeszłości (2004)
- Gangster (2006)
- Życie w... metropolii (2007)
- Latawce (2010)
- Barfii (2012)
- Jagga Jasoos (2017)
- Ludo (2020)

### Scenarzysta
- Gangster (2006)
- Życie w... metropolii (2007)